# Digitální audio

Vzorkování a 4bitové kvantování analogového signálu (červená) použitím pulzně kódové modulace

Digitální audio je reprodukce zvuku použitím pulzně kódové modulace a digitálního signálu. Systémy digitálního audia zahrnují analogově digitální převodník (Analog to Digital Converter – ADC), digitálně analogový převodník, digitální paměť, procesní a přenosové složky. Primární benefit digitálního audia je jeho snadná uložitelnost, přenos a vyhledání.

## Přehled digitálního audia
Digitální audio je užitečné při nahrávání, manipulaci, masové produkci a distribuci zvuku. Moderní distribuce hudby na internetu přes on-line obchody je závislé na digitálních nahrávkách a digitálních kompresních algoritmech. Distribuce audia jako datových souborů a ne jako fyzických předmětů značně snížilo distribuční náklady.
V analogových audio systémech zvuky začínají jako fyzikální vlnová forma ve vzduchu, transformují se na elektrickou reprezentaci zvukové vlny přes transduktor – převodník (například mikrofon), pak se uskladní nebo vysílají. Na jejich obnovení do zvukové formy třeba reverzní proces pomocí zesilovače a zpětné konverze na fyzické vlny pomocí reproduktoru. I když původ zvuku se může měnit, základní vlnové charakteristiky analogového audia zůstávají stejné během jeho uložení, transformace, duplikace a zesílení.
Signály analogového audia jsou náchylné na šum a zkreslení, nevyhnutelné pro vnitřní charakteristiky elektronických obvodů a souvisících zařízení. V případě plně analogové nahrávky a reprodukce existuje mnoho možností pro vznik šumu a zkreslení během celého procesu. Když se audio digitalizuje, zkreslení a šum vzniká pouze v etapách, které předcházejí konverzi do digitální formy a v etapách, které následují při konverzi zpět do analogové formy.

### Proces konverze

Životní cyklus zvuku z jeho zdroje přes A/D převodník, digitální zpracování, D/A převodník a nakonec opět zvuk.

Digitální zpracování začíná s A/D převodníkem, který převede analogový signál na signál digitální. A/D převodník pracuje na vzorkovací frekvenci a konvertuje na známé bitové rozlišení. Například CD audio má vzorkovací frekvenci 44,1 kHz (44100 vzorek za sekundu) a 16bitové rozlišení pro každý kanál. Pro stereo existují 2 kanály: 'levý' a 'pravý'. Pokud analogový signál není už omezen pásmem, pak je před konverzí potřebný anti-aliasingový filtr na prevenci aliasingu v digitálním signálu. (Aliasing vzniká když frekvence nad Nyquistovou frekvencí nebyla pásmově omezena a místo toho se objevuje jak slyšitelné zkreslení v nízkých frekvencích).

## Digitální audio technologie
Vysílání digitálního audia
- Digital Audio Broadcasting (DAB)
- HD Radio
- Digital Radio Mondiale (DRM)
- In-band on-channel (IBOC)

Paměťové technologie
- Digitální audio přehrávač
- Digitální zvuková páska - Digital Audio Tape (DAT)
- Digital Compact Cassette (DCC)
- Compact Disc (CD)
- Nahrávání na pevný disk
- DVD Audio
- Minidisc - MiniDisc (MD)
- Super Audio CD
- Různé souborové formáty pro audio

## Digitální audio rozhraní (interface)
Příklady specifických interface pro audio:
- AC'97 (Audio Codec 1997) interface mezi integrovanými obvody na základních deskách PC
- Intel High Definition Audio moderní náhrada AC'97
- ADAT interface
- AES3 interface s XLR konektorem